# St. Martin (Staadorf)

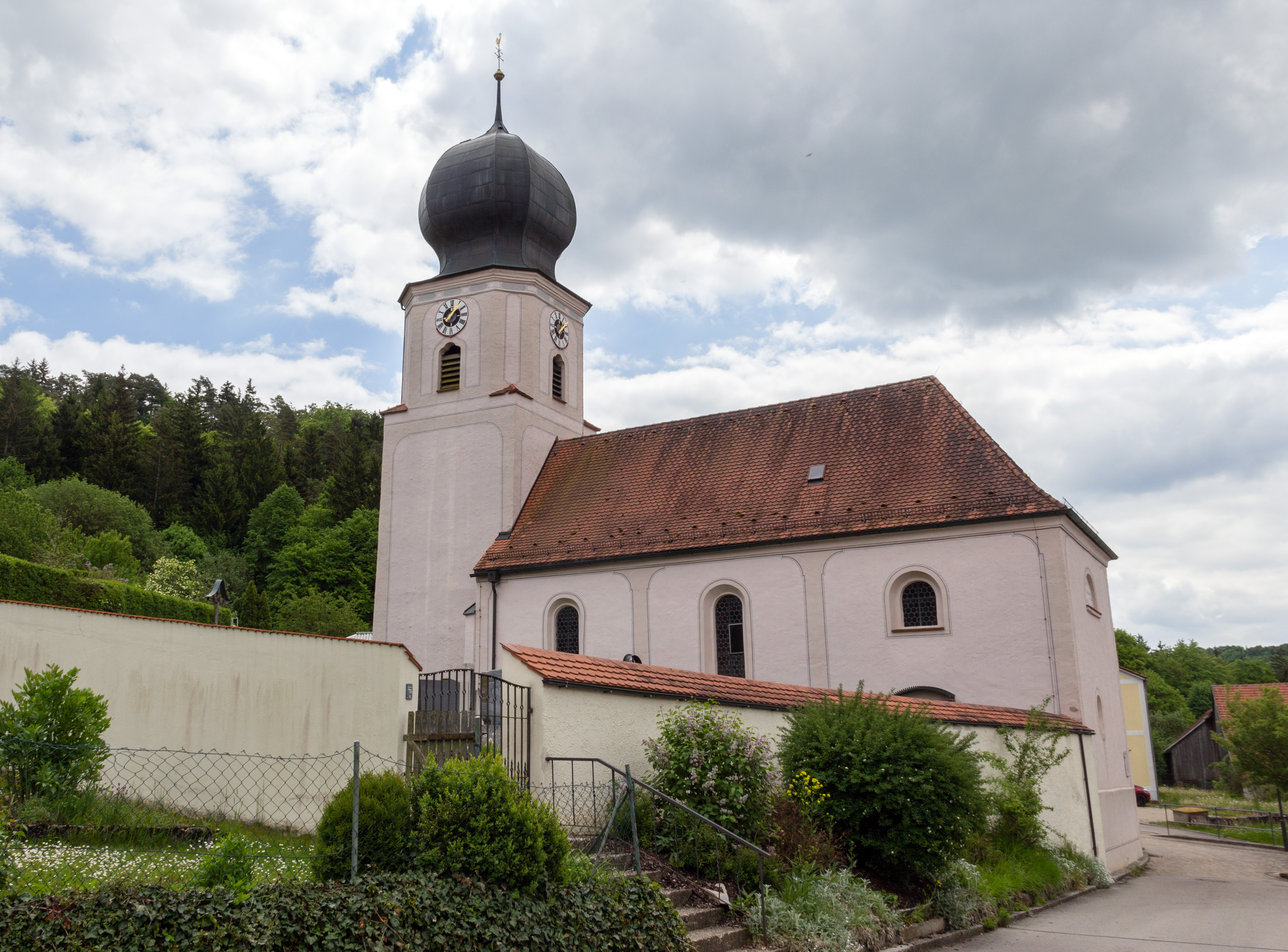
St. Martin (Staadorf)

Die römisch-katholische, denkmalgeschützte Pfarrkirche St. Martin steht in Staadorf, einem Gemeindeteil der Stadt Dietfurt an der Altmühl im Landkreis Neumarkt in der Oberpfalz. Die Kirche gehört zum Bistum Eichstätt. Das Bauwerk ist unter der Denkmalnummer D-3-73-121-82 als Baudenkmal in die Bayerische Denkmalliste eingetragen.

## Beschreibung
Die Saalkirche wurde 1724 erbaut. Sie besteht aus einem Langhaus, das 1832 nach Westen verlängert wurde, einem gotischen Chorturm, der vom Vorgängerbau beibehalten wurde, und der Sakristei in der südlichen Ecke von Langhaus und Chorturm. Das Portal an der Südwand des Langhauses wird von Pilastern flankiert, die den Sturz tragen. Der Chorturm wurde später mit einem achteckigen Geschoss aufgestockt, das die Turmuhr und den Glockenstuhl mit drei Kirchenglocken beherbergt, und mit einer Zwiebelhaube bedeckt.
Der Innenraum des Langhauses ist mit einer Flachdecke mit Hohlkehle überspannt, der des Chors, d. h. der des Erdgeschosses des Chorturms, mit einem Kreuzgratgewölbe. Die neobarocken Fresken an der Wand und an der Decke wurden 1918 eingefügt. Zur Kirchenausstattung gehört ein Mitte des 18. Jahrhunderts gebauter Hochaltar, auf dessen Altarretabel der heilige Martin dargestellt ist. Die Orgel wurde 1978 von der Mathis Orgelbau in den Prospekt eines unbekannten Orgelbauers eingebaut.

### Orgel
Die Orgel wurde 1968 von der Firma Mathis Orgelbau aus Näfels eingebaut. Sie hat ein Manual, Pedal und sieben Register. Sie verfügt über eine mechanische Spiel- und Registertraktur.
| Manual     |       |
| Copel      | 8′    |
| Principal  | 4′    |
| Harfpfeife | 8′    |
| Flöte      | 4′    |
| Quinte     | 2 ⁄3′ |
| Feldflöte  | 2′    |
| Mixtur     | 1 ⁄3′ |

| Pedal  |     |
| Subbaß | 16′ |

- Koppeln: Man/P

### Geläut
| Glocke                | Schlagton | Gewicht    | Durchmesser | Herstellungsjahr  | Glockengießer               | Inschrift |
| --------------------- | --------- | ---------- | ----------- | ----------------- | --------------------------- | --- |
| Marienglocke          | es²+8     | 195 kg     | 71,5 cm     | unbekannt um 1500 | wohl Nürnberger Gießhütte   | ave maria gracia plena                                                                                         |
| Marienglocke          | c²+2      | ca. 200 kg | 72 cm       | 1734              | Martin Neumaier, Stadtamhof | SVB TVVM BRAESIDIVM CONTRA AEREAS TEMBESTATES CONFUGIMUS GOSS MICH MARTIN NEUMAIR ZU STATT AM HOFF MDCCXXXIIII |
| Dreifaltigkeitsglocke | b1+7      | ca. 300 kg | 80 cm       | 1951              | Johann Hahn, Landshut       | DREIEINIGER GEWAHRE DU DEN ARMEN SEELEN EWIGE RUH                                                              |